# Чернелево-Руський могильник
Чернелево-Руський могильник — поховання черняхівської культури, пам'ятка археології місцевого значення. Розташоване в урочищі Могилки села Чернелева-Руського Байковецької сільської громади Тернопільського району Тернопільської области, яке є найбільш досліджене на території Правобережної України.

## Відомості
Пам'ятка досліджувалася впродовж 1973—2000 років українським археологом Ігорем Ґеретою. Під час розкопок було виявлено 315 поховань, серед них — 288 черняхівських, 24 давньоруських, два поморської культури та одне невизначене, ймовірно, датується епохою бронзи.
Звіти про археологічні дослідження могильника в Чернелево-Руському зберігаються в Науковому архіві Інституту археології НАН України і Тернопільському обласному краєзнавчому музеї, в якому перебувають на зберіганні всі матеріали археологічних розкопок.

## Музей-скансен
У 2019 році Проєкт Байковецької сільської територіальної громади «Створення музею-скансену черняхівської культури. Перші кроки» став переможцем конкурсу Міністерства культури України «Малі міста — великі враження» в рамках Програми співпраці між українським урядом, Європейським Союзом та його державами-членами Німеччиною, Польщею, Данією та Словенією «U-LEAD з Європою». За проєктом на базі Чернелово-Руського могильника буде створено музей-скансен, в експозиції якого планувалось представити близько 2000 оригінальних експонатів з фонду Тернопільського обласного краєзнавчого музею.
10 жовтня 2019 року в с. Байківці відбулася Міжнародна наукова конференція «Створення музею-скансену черняхівської культури. Перші кроки». Під час конференції було презентовано документальний фільм «Музей-скансен черняхівської культури» (режисер і автор сценарію Макс Мельник, креативний продюсер і автор сценарію Володимир Ханас).